# Kauns
Kauns je obec v Rakousku ve spolkové zemi Tyrolsko v okrese Landeck. Leží v nadmořské výšce 1050 m.
K prvnímu lednu 2015 zde žilo 496 obyvatel.
Sousední obce jsou: Faggen, Fendels, Kaunerberg, Kaunertai a Prutz.
Kauns leží v ústí údolí Kaunertal v Ötztalských Alpách v údolí Inn u obce Prutz. Rozkládá se podél horského úbočí až do sousední obce Kaunerberg, zaujímá část údolí Kaunertal. Časté požáry zapříčinily, že do současné doby se nedochovalo mnoho starých budov. Jedním z nich je Schlosshof s dekorací, která pochází z období kolem roku 1650.
V jižní části obce, nad bystřinou Faggenbach, se nachází zámek Berneck (nazývaný také Bernegg), který byl postaven kolem roku 1200. Císař Maxmiliám I. jej koupil v roce 1501 pro lov kamzíků. Po roce 1976 byl zámek kompletně zrestaurován a zpřístupněn návštěvníkům.